# Lobe (cerveau)
Pour les articles homonymes, voir Lobe.

Les lobes externes du cerveau humain. Sont aussi dessinés le cervelet en bleu et le tronc cérébral en noir qui sont des structures nerveuses distinctes du cerveau proprement dit.

Vue en 3D des lobes

Vue en 3D des lobes externes du cerveau : frontal (rouge), pariétal (orange), temporal (vert), et occipital (jaune).Sont également représentés le cervelet (bleu) et le tronc cérébral (noir).

En anatomie, chacun des deux hémisphères du cerveau est divisée en plusieurs lobes dont quatre sont dits externes et deux sont dits internes.

## Chez les mammifères
Les quatre lobes externes, situés immédiatement sous les os du crâne sont, d'avant en arrière : 
- Le lobe frontal, situé juste derrière le front au-dessus des yeux (en bleu sur la figure) ;
- Le lobe temporal, situé au-dessus de l'oreille légèrement en arrière et en dessous du lobe frontal (en vert sur la figure) ;
- Le lobe pariétal, situé en arrière du lobe frontal (en jaune sur la figure) ;
- Le lobe occipital, situé au niveau de l'occiput, c'est-à-dire la partie la plus arrière du crâne (en rose sur la figure).

Les deux lobes internes sont :
- Le lobe limbique, situé sur la face interne et comprenant principalement le gyrus cingulaire ;
- L'insula ou cortex insulaire (dit aussi lobe central), situé au fond du sillon latéral, donc caché entre le lobe temporal et les deux lobes situés au-dessus, les lobes frontaux et pariétaux. Le cortex insulaire est parfois intégré au lobe limbique.

La dénomination contemporaine des lobes cérébraux est due au médecin Louis Pierre Gratiolet (1815-1865).

## Chez les oiseaux et les reptiles
Les cerveaux des reptiles et des oiseaux ont des structures assez semblables bien que celui des oiseaux soit en général plus volumineux. Toutefois, les oiseaux ont de plus grands lobes optiques et de plus petits lobes ou bulbes olfactifs.